# Vincent Ritzer
Vincentius Gerardus Nicolaas (Vincent) Ritzer (Utrecht, 10 januari 1944 – 10 maart 2001) was een Nederlands politicus van D66.
Ritzer werd in 1982 burgemeester van de nieuwe Limburgse gemeente Onderbanken. Enkele jaren later kwam Onderbanken landelijk in het nieuws vanwege de wens van het ministerie van defensie om delen van de Schinveldse Bossen te kappen wat tot spanningen binnen de gemeente en het gemeentebestuur leidde. Die kap zou nodig zou zijn voor de vliegveiligheid van de AWACS-vliegtuigen die veelvuldig stijgen en landen op de nabijgelegen NAVO-basis Geilenkirchen in Duitsland. In 1992 volgde zijn benoeming tot burgemeester van Beesel. Officieel was Ritzer daar tot 1998 de burgemeester maar omdat hij steeds meer gezondheidsproblemen kreeg (later werd vastgesteld dat hij leed aan de ziekte van Alzheimer) werd hij al eerder door Bert Oord als waarnemend burgemeester vervangen. Begin 2001 overleed hij op 57-jarige leeftijd aan de gevolgen van die ziekte. Zijn weduwe heeft een kookboek geschreven waarvan de opbrengst bestemd is voor onderzoek naar jong dementerenden.
In het dorp Reuver, gemeente Beesel, is een laan naar hem vernoemd.